# Berviller-en-Moselle
Berviller-en-Moselle è un comune francese di 512 abitanti situato nel dipartimento della Mosella nella regione del Grand Est.

## Società

### Evoluzione demografica
Abitanti censiti